# 美國葡萄酒

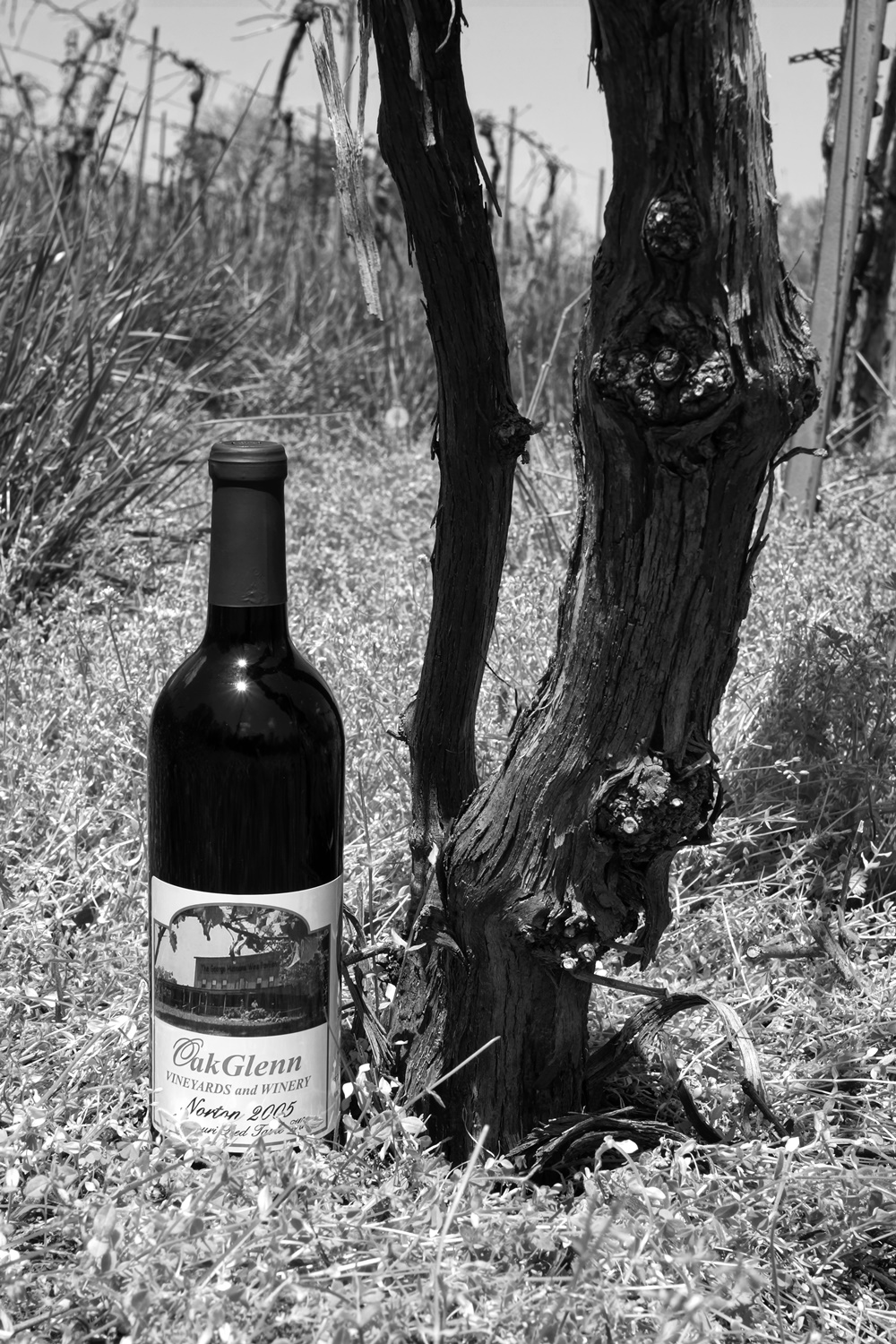
一瓶诺顿葡萄酒旁边放着一株被认为有170年历史的诺顿/辛西亚纳葡萄树，它是由美国酿酒师乔治 · 赫斯曼种植的。

美國葡萄酒的生產歷史超過300年。現在全美50個州都有生產葡萄酒，加利福尼亞是美國主要的葡萄酒產地，產量佔全國的89%。美國是世界第六大葡萄酒生產國，僅次於法國、義大利、西班牙、中國和土耳其。

## 主要產區
美國的葡萄酒產區集中在加州，此外俄勒冈州產區以及華盛頓州產區也是主要的葡萄酒產區。美國一共有260個釀酒葡萄葡萄酒法定產區遍佈在34個州，其中加州佔了142個。

### 加州產區
加州位於美國西南部、太平洋東海岸的狹長地帶，四周為山脈，中央為谷地，具有夏乾、冬濕的獨特氣候類型，被稱為是葡萄酒的桃花源。
加州知名的產區眾多，例如納帕谷產區、索諾馬產區、以釀造老藤卡本內蘇維濃著稱的亞歷山大谷產區、以气泡酒著稱的卡內羅斯產區、車庫葡萄酒莊匯聚的俄羅斯谷產區、知名的金芬黛主要產區乾溪谷。

### 俄勒岡州產區
俄勒岡州適宜的土地、氣候和陽光充裕的山坡，使釀酒葡萄在夏秋兩季之間逐漸成熟，口味極佳，是一個具有濃郁地方風味和特別釀造技術的葡萄酒產區。本產區的酒莊規模不大，因此多以純手工小批量釀製為主。俄勒岡州最大最出名的葡萄酒產地是威廉敏特山谷，大約70%的酒莊都位於此。 
俄勒岡最著名的旗艦酒是採用黑比诺釀造，將近半數的釀酒葡萄都是黑皮諾，由於當地獨特的氣候的關係，使得葡萄酒口感和酒香與其他地方的葡萄酒風格迥異。除了新釀的黑皮諾外，酒中會有紅莓、黑莓等水果味，經過陳釀後便成為富含泥土、皮革、煙草、菌類和香辛料風味的複合型葡萄酒。

### 華盛頓州產區
華盛頓州具備充足的陽光，使得葡萄得以充分的生長和成熟，夜晚則寒涼使得葡萄可以保留自然的酸度，創造出擁有豐腴香氣與味道，且非常平衡的葡萄酒。華盛頓州的緯度與法國相當，全州的地貌造就了多種局部氣候區域，白葡萄酒尤其出色，此外卡本內蘇維濃、梅洛葡萄、白蘇維濃與麗絲玲也相當不俗。
州內知名產區包括包括雅吉瑪山谷、瓦拉瓦拉谷、哥倫比亞谷、普吉灣、紅山谷以及哥倫比亞峽谷等。